# Visual kei
El visual kei (ヴィジュアル系 vijuaru kei?, lit. ‘estilo visual’ o ‘sistema visual’) es un movimiento entre los músicos japoneses que se caracteriza por su uso de variados niveles de maquillaje, peinados elaborados y trajes extravagantes, a menudo junto a una estética andrógina. Algunas fuentes piensan que el visual kei se refiere a un género musical, con un sonido relacionado con el rock japonés, el post-punk y el heavy metal.
Sin embargo, las bandas de visual kei tocan diferentes géneros, incluidos los considerados por algunos no relacionados con el rock como, por ejemplo, la música electrónica, el pop y otras. Otras fuentes, incluidos los propios miembros del movimiento, afirman que no es un género musical, y que la moda y la participación en la subcultura asociada es lo que ilustra el uso del término.

## Etimología
El término "visual kei" proviene de uno de los eslóganes de X Japan, "Crimen de violencia psicodélica de shock visual", que aparece en la portada de su segundo álbum de estudio, Blue Blood (1989).    Esta derivación se le atribuye a Seiichi Hoshiko, editor fundador de la revista Shoxx, fundada en 1990, siendo esta la primera publicación dedicada al tema. Sin embargo, explicó en una entrevista del 2018 con JRock News que el visual kei fue técnicamente acuñado, o al menos inspirado por, el guitarrista principal de X Japan, hide . Hoshiko también dijo que en ese momento se llamaban 'Okeshou Kei' (お化粧系 Okeshō Kei?, "Estilo de maquillaje") , "pero simplemente se sentía... demasiado barato... Aunque X Japan era una banda popular y la gente usaba el término 'Okeshou kei' para describirlos, el término seguía careciendo de sustancia, ¡el termino no me gustaba para nada! Por eso, intenté recordarles a todos los escritores que no usaran este término como 'Ellos no son okeshou kei, son visual-shock kei'. De ahí, pasó de 'Visual-shock kei' a 'Visual-kei' a 'V-kei'. Después de que difundimos el nombre, los fans naturalmente lo abreviaron a 'V-kei'. De hecho, a los japoneses les encanta abreviar todo". Hoshiko considera el visual kei un género musical japonés distintivo y lo define "como la música en sí misma junto con todos sus aspectos visuales".  